# SN 2007po
SN 2007po – supernowa typu Ia odkryta 13 października 2007 roku w galaktyce A033532+0042. W momencie odkrycia miała maksymalną jasność 22,10m.